# Sepulcro da Via Filarete
Sepulcro da Via Filerete é o nome pelo qual são conhecidas as ruínas de um antigo sepulcro construído em blocos quadrados dispostos em duas fileiras, na margem da Via Labicana antiga pouco depois da 2ª milha. Provavelmente eles correspondem ao ângulo sudoeste de um pódio de uma estrutura funerária ou de uma tumba com um recinto interno do século I a.C..